# Зидан, Энцо
Э́нцо А́лан Зида́н Ферна́ндес (фр. и исп. Enzo Alan Zidane Fernández; род. 24 марта 1995[…], Бордо, Жиронда, Новая Аквитания, Франция), более известный как Энцо Фернандес — французский и испанский футболист, полузащитник.

## Карьера
В 10 лет попал в структуру мадридского «Реала» и прошёл все стадии клуба. В 2013 году переведен в «Кастилью». В сезоне 2014/15 в 8 матчах он не отметился результативными действиями. В сезоне 2015/16 он провёл 38 матчей и забил 2 гола, но после назначения отца на пост главного тренера он приступил к тренировкам с главной командой. В сезоне 2016/17 он провёл 32 матча и забил 5 голов.
16 августа 2016 года Энцо дебютировал за основную команду «Реала», выйдя на поле в Кубке Сантьяго Бернабеу. 30 декабря вышел на замену в матче Кубка Короля и забил свой первый гол за «Реал Мадрид». Был внесён в заявку, но не вышел на поле в финале Лиги Чемпионов.
В июне 2017 года перешёл в «Алавес». 26 августа 2017 года дебютировал в Примере, выйдя на замену на 77-й минуте игры с «Барселоной» вместо Мубарака Вакасо.
В сентябре 2024 года в возрасте 29 лет объявил о завершении карьеры.

## Личная жизнь
Энцо — старший из четырёх сыновей Вероники Фернандес и Зинедина Зидана, который также являлся его тренером в «Кастилье» до января 2016 года.
У Энцо трое братьев: Лука, Тео и Эльяс, которые также являются футболистами. Был назван в честь известного уругвайского футболиста Энцо Франческоли.
Имеет двойное гражданство (французское и испанское), так как его мать имеет испанские корни, а отец — француз кабильского происхождения. Изначально выбрал фамилию матери, чтобы избежать сравнений со своим отцом и сложностей, которые могли бы помешать ему расти как футболисту.